# Бели (спутник)
Бели — естественный спутник Сатурна. Его открытие было объявлено Скоттом Шеппардом, Дэвидом Джуиттом и Дженом Клина 7 октября 2019 года из наблюдений, проведённых в период с 12 декабря 2004 года по 21 марта 2007 года. Постоянное название ему было присвоено в августе 2021 года. 24 августа 2022 года он был назван в честь Бели, ётуна из скандинавской мифологии.
Диаметр Бели — около 3 км, большая полуось —  20 424 000 км, период обращения — 1084,1 земных суток, обращается вокруг Сатурна с прямым направлением под наклоном 156,3° к плоскости эклиптики, эксцентриситет орбиты — 0,113.